# 広島市立吉島東小学校
広島市立吉島東小学校（ひろしましりつ よしじまひがししょうがっこう）は、広島市中区吉島にある小学校。元安川沿いに立地し、広島市立吉島中学校に隣接する。昭和52年に当時のマンモス校であった広島市立吉島小学校から分離。